# Yeongdeung-dong
Yeongdeung-dong (koreanska: 영등동) är en stadsdel i staden Iksan i provinsen Norra Jeolla i den centrala delen av Sydkorea, 180 km söder om huvudstaden Seoul.

## Indelning
Administrativt är Yeongdeung-dong indelat i:
| Namn    | Namn                  | Yta km² | Invånare 31 dec 2020 |
| ------- | --------------------- | ------- | -------------------- |
| 영등1동 | Yeongdeung 1(il)-dong | 1,6     | 23 549               |
| 영등2동 | Yeongdeung 2(i)-dong  | 1,6     | 14 610               |